# Challenger DCNS de Cherbourg
O Challenger DCNS de Cherbourg é uma competição de tênis, de nível ATP Challenger Tour, realizado desde 1994, no Complexe Sportif Chantereyne, em piso duro, em Cherbourg, França.

## Edições

### Simples
| Ano  | Campeão             | Vice-Campeão           | Placar        |
| ---- | ------------------- | ---------------------- | ------------- |
| 2013 | Jesse Huta Galung   | Vincent Millot         | 6–1, 6–3      |
| 2012 | Josselin Ouanna     | Maxime Teixeira        | 6–3, 6–2      |
| 2011 | Grigor Dimitrov     | Nicolas Mahut          | 6–2, 7–6(4)   |
| 2010 | Nicolas Mahut       | Gilles Müller          | 6–4, 6–3      |
| 2009 | Arnaud Clément      | Thierry Ascione        | 6–2, 6–4      |
| 2008 | Thierry Ascione     | Kristian Pless         | 7–5, 7–6(5)   |
| 2007 | Federico Luzzi      | Jérôme Haehnel         | 7–5, 7–6(6)   |
| 2006 | Nicolas Mahut       | Jean-Christophe Faurel | 6–2, 6–4      |
| 2005 | Rik de Voest        | Nicolas Mahut          | 7–5, 6–2      |
| 2004 | Julien Jeanpierre   | Roko Karanušić         | 6–1, 6–2      |
| 2003 | Sergio Roitman      | Rafael Nadal           | 6–3, 5–7, 6–4 |
| 2002 | Lionel Roux         | Jean-René Lisnard      | 6–4, 5–7, 6–3 |
| 2001 | Orlin Stanoytchev   | Clemens Trimmel        | 6–4, 3–6, 7–5 |
| 2000 | Julien Boutter      | Mikhail Youzhny        | 6–1, 6–0      |
| 1999 | Sébastien Grosjean  | Antony Dupuis          | 4–6, 6–3, 6–0 |
| 1998 | Jérôme Golmard      | Gianluca Pozzi         | 3–6, 6–4, 6–3 |
| 1997 | Frederik Fetterlein | Lionel Roux            | 6–3, 6–4      |
| 1996 | Magnus Gustafsson   | Kenneth Carlsen        | 6–7, 7–6, 6–4 |
| 1995 | Gianluca Pozzi      | Kenneth Carlsen        | 1–6, 7–6, 6–4 |
| 1994 | Thierry Guardiola   | Lionel Roux            | 6–4, 6–4      |

### Duplas
| Ano  | Campeões                               | Vice-Campeões                           | Placar                   |
| ---- | -------------------------------------- | --------------------------------------- | ------------------------ |
| 2013 | Sanchai Ratiwatana Sonchat Ratiwatana  | Philipp Marx Florin Mergea              | 7–5, 6–4                 |
| 2012 | Laurynas Grigelis Uladzimir Ignatik    | Dustin Brown Jonathan Marray            | 4–6, 7–6(11–9), [10–0]   |
| 2011 | Pierre-Hugues Herbert Nicolas Renavand | Nicolas Mahut Édouard Roger-Vasselin    | 3–6, 6–4 [10–5]          |
| 2010 | Nicolas Mahut Édouard Roger-Vasselin   | Harsh Mankad Adil Shamasdin             | 6–2, 6–4                 |
| 2009 | Arnaud Clément Édouard Roger-Vasselin  | Martin Fischer Martin Slanar            | 4–6, 6–2, [10–3]         |
| 2008 | Florin Mergea Horia Tecău              | Jean-Claude Scherrer Márcio Torres      | 7–5, 7–5                 |
| 2007 | Michal Mertiňák Robin Vik              | Łukasz Kubot Dick Norman                | 6–2, 6–4                 |
| 2006 | Jean-François Bachelot Stéphane Robert | Sanchai Ratiwatana Sonchat Ratiwatana   | 7–6(5), 6–3              |
| 2005 | Sanchai Ratiwatana Sonchat Ratiwatana  | Jean-Christophe Faurel Nicolas Renavand | 6–3, 6–2                 |
| 2004 | Michal Mertiňák Alexander Waske        | Emilio Benfele Alvarez Jun Kato         | 6–4, 7–6(1)              |
| 2003 | Benjamin Cassaigne Rik de Voest        | Brandon Coupe Scott Humphries           | 6–7(17), 7–6(5), 7–6(11) |
| 2002 | Noam Behr Jonathan Erlich              | Julien Benneteau Lionel Roux            | walkover                 |
| 2001 | Julian Knowle Lorenzo Manta            | Cedric Kauffmann Frederic Niemeyer      | 3–6, 6–4, 6–3            |
| 2000 | Julien Boutter Michaël Llodra          | Julien Benneteau Nicolas Mahut          | 2–6, 6–4, 7–5            |
| 1999 | Michael Hill Andrew Painter            | Massimo Bertolini Cristian Brandi       | 7–5, 7–6                 |
| 1998 | Massimo Ardinghi Massimo Bertolini     | Jean-Philippe Fleurian Stephane Simian  | 6–3, 2–6, 6–4            |
| 1997 | Max Mirnyi Kevin Ullyett               | Stefano Pescosolido Vincenzo Santopadre | 6–3, 6–7, 6–4            |
| 1996 | Marius Barnard Bill Behrens            | João Cunha Silva Mathias Huning         | 6–2, 4–6, 6–3            |
| 1995 | Bill Behrens Matt Lucena               | Marius Barnard Stefan Kruger            | 7–6, 6–1                 |
| 1994 | Neil Broad Johan de Beer               | Donald Johnson Kent Kinnear             | 7–6, 2–6, 6–3            |